# Solitaire siffleur
Myadestes genibarbis
Espèce
Statut de conservation UICN

 LC  : Préoccupation mineure
Le Solitaire siffleur (Myadestes genibarbis) est une espèce de passereaux de la famille des Turdidae.

## Distribution
Cette espèce est endémique des Antilles.

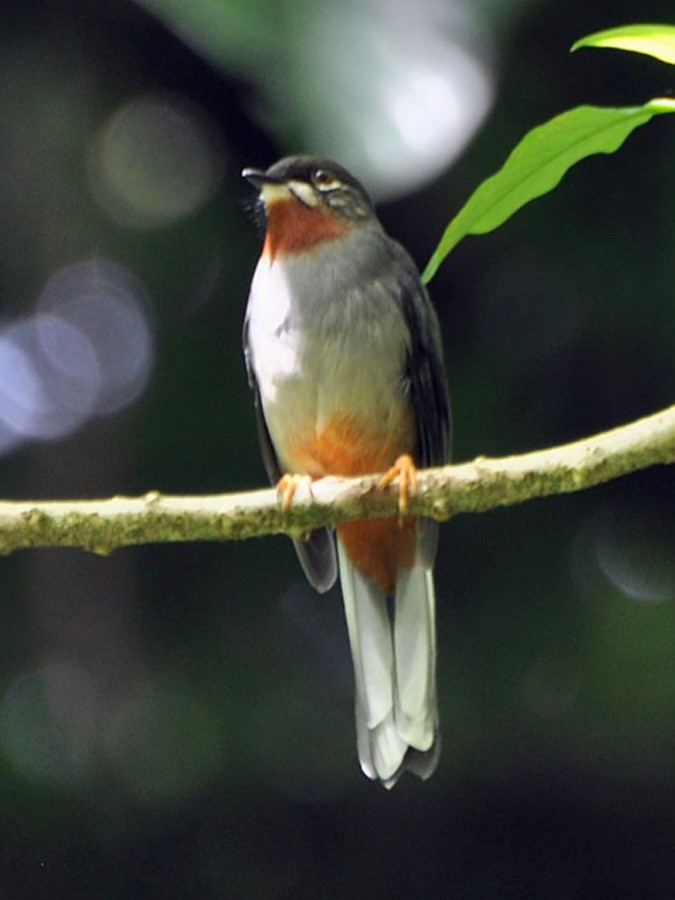
Myadestes genibarbis dominicanus

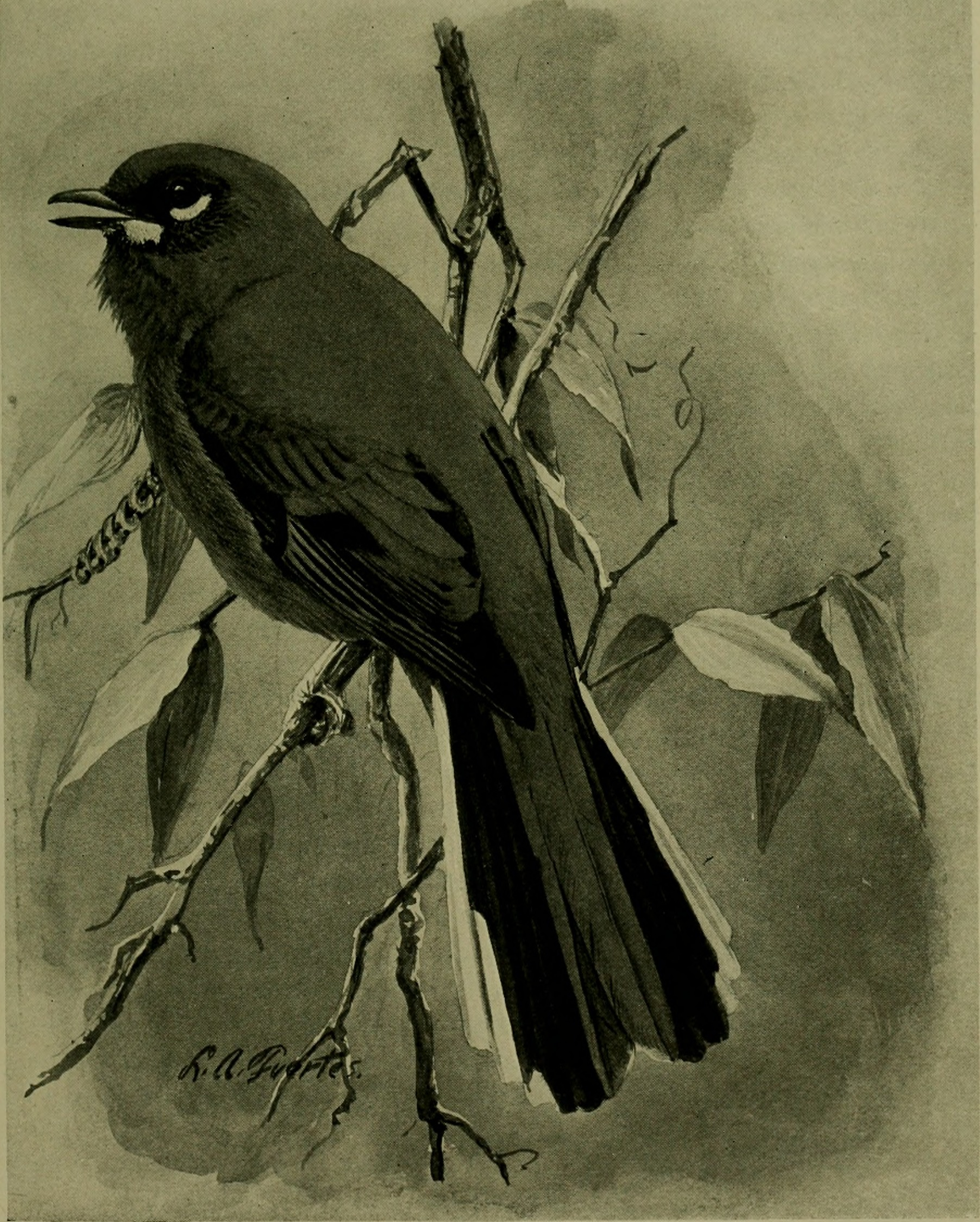
Myadestes genibarbis

## Liste des sous-espèces
Selon la classification de référence du Congrès ornithologique international (version 7.3, 2017) :
- Myadestes genibarbis solitarius Baird, 1866 de Jamaïque
- Myadestes genibarbis montanus Cory, 1881 de Hispaniola
- Myadestes genibarbis dominicanus Stejneger, 1882 de la Dominique
- Myadestes genibarbis genibarbis Swainson, 1838 de Martinique
- Myadestes genibarbis sanctaeluciae Stejneger, 1882 de Sainte-Lucie
- Myadestes genibarbis sibilans Lawrence, 1878 de Saint-Vincent